# David Schnarch
David Morris Schnarch (* 18. September 1946 in New York City, New York; † 8. Oktober 2020 in Evergreen, Colorado) war ein US-amerikanischer Paar-,  Sexual- und Traumatherapeut, Klinischer Psychologe und Urologe.

## Wirken
David Schnarch war Professor für Urologie an der Louisiana State University in Baton Rouge und leitete  das Marriage & Family Health Center in Evergreen, Colorado als Direktor. Der Öffentlichkeit wurde David Schnarch durch seine Forschung auf dem Gebiet der Paar- und Sexualtherapie und die damit verbundenen Veröffentlichungen bekannt. Schnarch studierte das weit verbreitete Problem, dass Menschen in Paarbeziehungen das sexuelle Verlangen verlieren, und vermutete in den 1980er Jahren, dass der von Bowen eingeführte Begriff der Differenzierung des Selbst der eigentliche Ansatzpunkt sei, die Probleme mit Intimität und sexuellem Verlangen zu lösen. Seine Hypothese war, dass ein niedriger Differenzierungsgrad zwangsläufig zu Problemen mit Intimität und Verlangen führen müsse und dass aus diesem Grunde ausschließlich ein höherer Differenzierungsgrad geeignet sei, diese Probleme zu lösen. Von diesen Überlegungen geleitet, propagierte er eine angeblich neue Form der Psychotherapie, die sich im Grundsatz von klassischen, bindungsbasierten Psychotherapien unterscheidet und nannte seine Entwicklung „Crucible-Ansatz“ (engl. crucible Schmelztiegel, Feuerprobe). Kritisch anzumerken ist allerdings, dass diese Konzeption von Psychotherapie nicht neu ist, denn bereits bei C.G. Jung findet sich in seiner Konzeption des „Individuationsprozesses“ der Differenzierungsgedanke.
Zur Differenzierungsbasierten Psychotherapie
Sie basiert auf der theoretischen Annahmen von Murray Bowen und fasst die sogenannte Differenzierung des Selbst als zentrale Variable für die Persönlichkeitsentwicklung des Menschen auf. Ziel dieser psychotherapeutischen Form ist es, den Klienten mit seinem Selbst, seinen Handlungen und seinen Dilemmata zu konfrontieren und ihm durch einen Prozess der Selbsterkenntnis zu helfen sowie neue Lösungen für die Probleme zu finden, die sein Leben und seine Beziehungen belasten.
Schnarch setzte seinen Crucible-Ansatz insbesondere für die Behandlung von Problemen mit Intimität und in sexuellen Beziehungen ein. Schnarch setzte die kollaborative Konfrontation als zentrales Element in seiner Therapie ein.
Therapie soll dem Menschen helfen, eine ausgewogenere psychische Balance zu finden, wenn das eigene Selbst („Wer bin ich, und was will ich?“) mit der Notwendigkeit, Verbindungen mit anderen Menschen einzugehen, im Konflikt steht. Dies erreichte Schnarch durch die kollaborative Konfrontation (mit sich selbst und dem Partner), durch selbst-bestätigte (statt fremd-bestätigter) Intimität und durch die Förderung von Selbstrespekt und Respekt für andere.
Die differenzierungsbasierte Psychotherapie wurde an einigen US-amerikanischen Universitäten in das Ausbildungsprogramm für Psychiater und Psychologen aufgenommen. Ihr Einsatz ist nicht auf die Paar- und Sexualtherapie beschränkt.

## Schriften
- Constructing the Sexual Crucible: An Integration of Sexual and Marital Therapy. WW. Norton & Company, New York, 1991, ISBN 0-393-70102-6
- Die Psychologie sexueller Leidenschaft. Piper, 2009, ISBN 978-3-492-25137-2 (Orig.: Passionate Marriage: Sex, Love & Intimacy in emotionally committed relationships. WW. Norton & Company, New York, 1997).
- Intimität und Verlangen: Sexuelle Leidenschaft in dauerhaften Beziehungen. Klett-Cotta, 2013, ISBN 978-3-608-94798-4 (Orig.: Intimacy & Desire: Awaken the Passion in Your Relationship Beaufort Books, New York, 2009).
- Braintalk.  Aus dem Amerikanischen von Tara Christopeit, Originaltitel: Brain Talk. How Mind Mapping Brain Science Can Change Your Life & Everyone In It, Originalverlag: Sterling Publishers, Hardcover, Pappband, 592 Seiten, ISBN 978-3-466-34758-2, Erschienen am  16. März 2020